# Tetraodon cutcutia
Tetraodon cutcutia е вид лъчеперка от семейство Tetraodontidae. Видът не е застрашен от изчезване.

## Разпространение и местообитание
Разпространен е в Бангладеш, Индия (Асам, Бихар, Западна Бенгалия, Мегхалая и Ориса), Малайзия, Мианмар и Шри Ланка.
Обитава сладководни и полусолени басейни. Среща се на дълбочина от 1 до 2 m.

## Описание
На дължина достигат до 15 cm.